# Szurycze
Szurycze (biał. Шурычы; ros. Шуричи) – wieś na Białorusi, w obwodzie grodzieńskim, w rejonie świsłockim, w sielsowiecie Nowy Dwór, przy granicy Parku Narodowego „Puszcza Białowieska”.
Znajduje się tu rzymskokatolicka kaplica pw. św. Maksymiliana Marii Kolbe, konsekrowana w 1998. Należy ona do parafii św. Michała Archanioła w Porozowie.

## Historia
W dwudziestoleciu międzywojennym leżały w Polsce, w województwie białostockim, w powiecie wołkowyskim, w gminie Porozów.
Podczas okupacji niemieckiej w czasie II wojny światowej mieszkańcy wsi za pozwoleniem niemieckiego komendanta Porozowa założyli samoobronę przed grabiącą miejscową ludność sowiecką partyzantką. Wiosną 1944 w ramach akcji „Burza” odbyła się tu potyczka pomiędzy Armią Krajową pod dowództwem ppor. Józefa Suchonia a żandarmerią niemiecką, która zakończyła się zwycięstwem partyzantów.
W Szuryczach urodził się ks. Wincenty Godlewski – białoruski duchowny rzymskokatolicki i działacz polityczny.